# Nil
Nilul (în arabă النيل, transliterat: an-nīl) este un mare fluviu din nord-estul Africii. Acesta izvorăște din munții Rwandei și Burundi și se varsă în Marea Mediterană traversând statele Sudan, Sudanul de Sud, Burundi, Rwanda, Tanzania, Uganda, Etiopia și Egipt.
Cu lungimea de 6.650 km, fluviul Nil este primul fluviu ca lungime din lume, urmat de Amazon cu 6.440 km. Unele măsurători ale Amazonului de la izvoare sugerează însă o mai mare lungime a acestuia. La vǎrsarea în mare formeazǎ o deltǎ întinsǎ cu o suprafațǎ de 24.000 km², în care locuiește 85% din populația Egiptului.

## Izvoare
Localizarea izvoarelor Nilului reprezintă una dintre cele mai controversate probleme geografice, o parte din aceste izvoare găsindu-se în statele Burundi cu "Luvironza-Ruvuvu-Ruvusu-Akagera" și Rwanda cu "Rukarara-Nybarongo", alte izvoare fiind "Akagera-Nil", "Viktoria-Nil", "Albert-Nil","Bahr-al-Dșabal, "Nilul-Alb", "Nahr-an-Nil" și "Nilul".
Marele Fluviu izvorăște dintre stâncile munților vulcanici Viruna (4.507 metri), situați nu departe de Ecuator, în podișul Rwanda. De aici "se preling câteva șuvițe de apă atât de firave, încât abia ar ajunge să alimenteze rezervorul unui grădinar". Sunt, de fapt, izvoarele pârâului Kasumo, principalul afluent al râului Kagera, considerat de-abia din 1938 - după o pasionantă istorie milenară de cercetare geografică - ca izvor propriu-zis al Nilului, (citat din "Prin Africa", Editura Ion Creangă, București).

## Afluenți
Pe malul stâng:
- Bahr-al-Ghazal
- Wadi-al-Malik

Pe malul drept:
- Atbara (Nilul Negru)
- Nilul Albastru
- Sobat

## Cascade și cataracte
Cascade:
- cascada Rusumo (la granița între Rwanda și Tanzania)
- cascada Kuruma (la nord de curbura Nilului)
- cascada Ripon (prin cascada Owen și Lacul Victoria, inundată)
- cascada Owen (inundată datorită Lacului Victoria)
- cascada Buiagali (în Uganda nu departe de locul ieșirii Nilulului din Lacul Victoria).
- cascada Murchison (numită în Uganda și „Cascada Kabelega”).

Cataracte:
Sunt șase cataracte pe cursul mijlociu al Nilului, în aval de vărsarea Nilului Albastru în Nilul Alb între Omdurman și Assuan, acestea fiind periculoase nu numai prin creșterea vitezei de curgere a fluviului ci și prin prezența stâncilor. Cele șase cataracte sunt o mărturie a mișcărilor tectonice, formându-se ulterior în albia Nilului, din roci sedimentare, prin acțiunea de eroziune și transport a fluviului pe o perioadă ce a durat milioane de ani. Pentru transportul fluvial spre lacul de acumulare Assuan prezența unei cataracte creează probleme de navigație pe acest traseu.

## Istoric
Prezența Nilului a influențat istoria Egiptului care altfel ar fi fost un deșert, (asemănător deșertului libian, arab și nubian) însă datorită Nilului ia naștere o cultură antică dezvoltată. Câmpia roditoare din Valea Nilului a făcut posibilă dezvoltarea agriculturii prin inundațiile sale; prin nămolul transportat s-a îmbunătățit fertilitatea solului.
Nivelul apei fluviului în zona Lacului Victoria variază foarte mult de la perioada secetoasă la cea ploioasă, ceea ce îngreunează în perioada secetoasă transportul pe apă.
În regiunea lacului de acumulare de la Assuan transportul de nămol fertil și procesul de irigare s-a înrăutățit prin prezența barajului, compensată însă mai târziu prin construirea unor canale de irigație.
Nilul, încă din perioada antică, a fost o cale de transport importantă, determinând înflorirea comerțului, înlesnind legăturile comerciale din sudul Egiptului cu Siria șiPalestina. Existența Nilului a favorizat construirea piramidelor din "Egiptul de nord" prin transportul pe apă a blocurilor imense de piatră care proveneau din "Egiptul de sud".
Încă din perioada romană s-au întreprins încercări de a găsi izvorul Nilului; mai târziu, în 1613, misionarul iezuit portughez Pedro Paez (1564-1622) a descoperit izvorul Nilului Albastru. Cercetătorul Africii, scoțianul James Bruce (1730-1794), descoperă din nou acest izvor, descoperire care va fi atribuită însă misionarului portughez.
Pentru descoperirea izvorului adevărat al Nilului au suferit eșecuri o serie de cercetători ai Africii, ca de exemplu expediția franceză (Frederic Caillaud 1787-1822), olandeză (Alexandrine Tine 1861). În anul 1866 cercetătorul englez David Livingstone devine renumit prin expediția din Congo spre izvoarele Nilului. Cinstea descoperirii izvorului Nilului la "Luvironza" le revine cercetătorilor austrieci Oscar Baumann și Oscar Lenz. Însă mai târziu, cercetătorul german Richard Kant (1867-1918) reușește să stabilească poziția geografică precisă a izvorului ("Luvironza-Ruvuvu-Akagera-Nilul Alb) 1893. Acest lucru a fost realizat și de englezul Samuel White Baker și italianul Romolo Gesi. Nilul era considerat sacru în Egipt.

### Revărsările Nilului
Fluviile din toată lumea, de obicei, când se revarsă, provoacă inundații și mari pagube. Dar nu toate.
Un bun exemplu este Fluviul Galben din China, care, când se revarsă face multe pagube, dar lasă în urmă un sol rar, foarte fertil, numit loess, care ajută la agricultură. Dar un singur fluviu nu produce pagube când se revarsă: Nilul

### Înghețul Nilului
În decursul istoriei consemnate în scris, Nilul a înghețat de 2 ori, până la nivelul actualului oraș Cairo: în 829 și în 1010/11.

### Nilul pentru vechii egipteni
Egiptenii iubeau Nilul. Acesta era sursa lor de viață. Ei așteptau cu nerăbdare în fiecare an revărsarea lui, și mai mult, se rugau ca apele Nilului să ajungă și în gospodăria lor. De ce? Pentru că Nilul,după ce își retrăgea apele, lăsa în urma lui un sol mâlos, foarte fertil. Asta ajuta foarte mult pentru agricultură.
Dar Nilul mai era folositor la ceva. Era un foarte bun "profesor" pentru egipteni. I-a "învățat" cum să canalizeze apa Nilului spre dealuri, și astfel au construit aparate ingenioase cum ar fi Șaduful sau Spirala lui Arhimede. Observând stelele ca să observe data începutului revărsării, ei au căpătat puternice cunoștințe astronomice, iar pentru că apa și câmpiile trebuiau măsurate exact pentru a calcula cum să canalizeze apa, ei au pus bazele geometriei.

### Revărsarea
Vechii egipteni au monitorizat (urmărit) revărsările Nilului de mii de ani. Ei au observat că Nilul își umflă apele când cea mai strălucitoare stea de pe cer, Sirius, apare pe bolta cerească, la mijlocul lui iulie, în zori, după o lungă perioadă în care nu putea fi văzută. Revărsările atingeau intensitatea maximă abia in luna septembrie, după care începeau să scadă.

### Cunoștințele egiptenilor despre Nil
Egiptenii știau încă din vremuri străvechi că apele trebuiau să rămână doar o anumită perioadă pe câmpuri. Restul era canalizat mai departe, și, dacă tot mai exista surplus de apă, se repeta procesul.
Mai știau că Nilul era o foarte bună cale de comunicație. Timpuriu, ei au inceput să construiască nave cu care călătoreau de-a lungul Nilului.

### Cauza revărsării Nilului
Din păcate nu se știe motivul exact al revărsării Nilului. Tot ce se știe este că Nilul își adună apele din două mari teritorii: Podișul Etiopiei, de unde provine Nilul Albastru, iar Nilul Alb își are izvoarele din zona dintre munții din jurul Lacului Victoria până la mlaștinile din sudul Sudanului. Nilul Alb regularizează apele, dar se crede că inundațiile sunt produse de Nilul Albastru din cauza cantităților mari de apă adunate din ploile musonice etiopiene.

## Fauna Nilului
Fauna Nilului este foarte bogată, de menționat ar fi crocodilul de Nil, gâsca de Nil, șobolanul Nilului, varanul și hipopotamul, ele fiind considerate animale sfinte de vechii egipteni.

## Orașe
| Orașele de pe Nil: 1. Cairo capitala Egiptului 2. Kartum (Sudan) 3. Kigali (Ruanda) 4. Kampala (lângă lacul Victoria) 5. Jinja (Uganda) 6. Dșuba (Sudan) 7. Malakal (Sudan) 8. Kusti (Sudan) 9. Rabak (Sudan) 10. Khartum (Sudan) 11. Omdurman (Sudan) 12. Bahri (Sudan) 13. Atbara (Sudan) 14. Whadi Halfa (Sudan) | Orașele din Egipt situate pe Nil: 1. Assuan 2. Luxor 3. Quena 4. Sohag 5. Asyut 6. Minya 7. Beni Suef 8. Faium 9. Faium | Orașe din delta Nilului: 1. Cairo 2. Ghizeh 3. Heliopolis 4. Imaba 5. Banha 6. Shibin al Qaum 7. Ismailia 8. Zagazig 9. Tnta 10. al-Mahalat al-Kubra 11. Mansura 12. Naukratis 13. Damanhur 14. Kafr aș-Șaih 15. Alexandria 16. Port Said |

## Canale
Sunt canale artificiale care însoțesc Nilul mergând paralel cu acesta, sau sunt ramificații naturale ale fluviului:
- Bahr Yusuf
- El Muhit-Canal
- Ghizeh-Canal
- Ibrahim-Canal
- Ismailia-Canal
- Jonglai-Canal

## Mitologie
În mitologie greacă, Nilul este fiul titanilor Ocean și Thetys, frate cu Alfeu, Eridan, Struma, Meandru și Istru.